# Graziella Tossi
Graziella Tossi Bruti (Brescia, 8 dicembre 1938 – 26 febbraio 2025) è stata una politica italiana.

## Biografia
Laureata in giurisprudenza, avvocatessa, venne eletta al Senato con il Partito Comunista Italiano alle elezioni del 1987 nella circoscrizione dell'Umbria. Dopo la svolta della Bolognina aderì al Partito Democratico della Sinistra, con cui fu rieletta al Senato alle elezioni del 1992, per poi concludere il proprio mandato parlamentare nel 1994.